# Cissusa
Cissusa là một chi bướm đêm thuộc họ Erebidae.

## Các loài
- Cissusa indiscreta H. Edwards, 1886
- Cissusa mucronata Grote, 1883
- Cissusa spadix Cramer, 1780
- Cissusa valens H. Edwards, 1881